# Vườn quốc gia Bờ Biển Pembrokeshire
Vườn quốc gia Bờ Biển Pembrokeshire (tiếng Wales: Parc Cenedlaethol Arfordir Penfro) là một vườn quốc gia dọc theo bờ biển hạt Pembrokeshire ở Wales.
Nó được thành lập là vườn quốc gia năm 1952, và nó là vườn quốc gia duy nhất trong các vườn quốc gia ở Vương quốc Anh được thành lập với lý do có bờ biển tuyệt đẹp. Nó là một trong ba vườn quốc gia ở Wales, hai cái còn lại là Brecon Beacons (Bannau Brycheiniog) và Snowdonia (Eryri).

## Phong cảnh

Vòm đá Cầu Xanh ở Wales

Vườn quốc gia này có một cảnh quan đa dạng với các vách đá gồ ghề, những bãi biển cát trắng, các bìa rừng, những đồi hoang dã. Nó có diện tích 629 km². Nó được chia thành bốn phần. Nếu đi theo chiều kim đồng hồ xung quanh bờ biển năm Pembrokeshire sẽ gặp đảo Caldey; cửa biển Daugleddau; bờ biển vịnh St Bride, bao gồm các đảo ven bờ; và đồi Preseli. Tuy nhiên, không phải tất các phần của vườn quốc gia đều ở ven biển, có cả những khu rừng và đầm lầy.

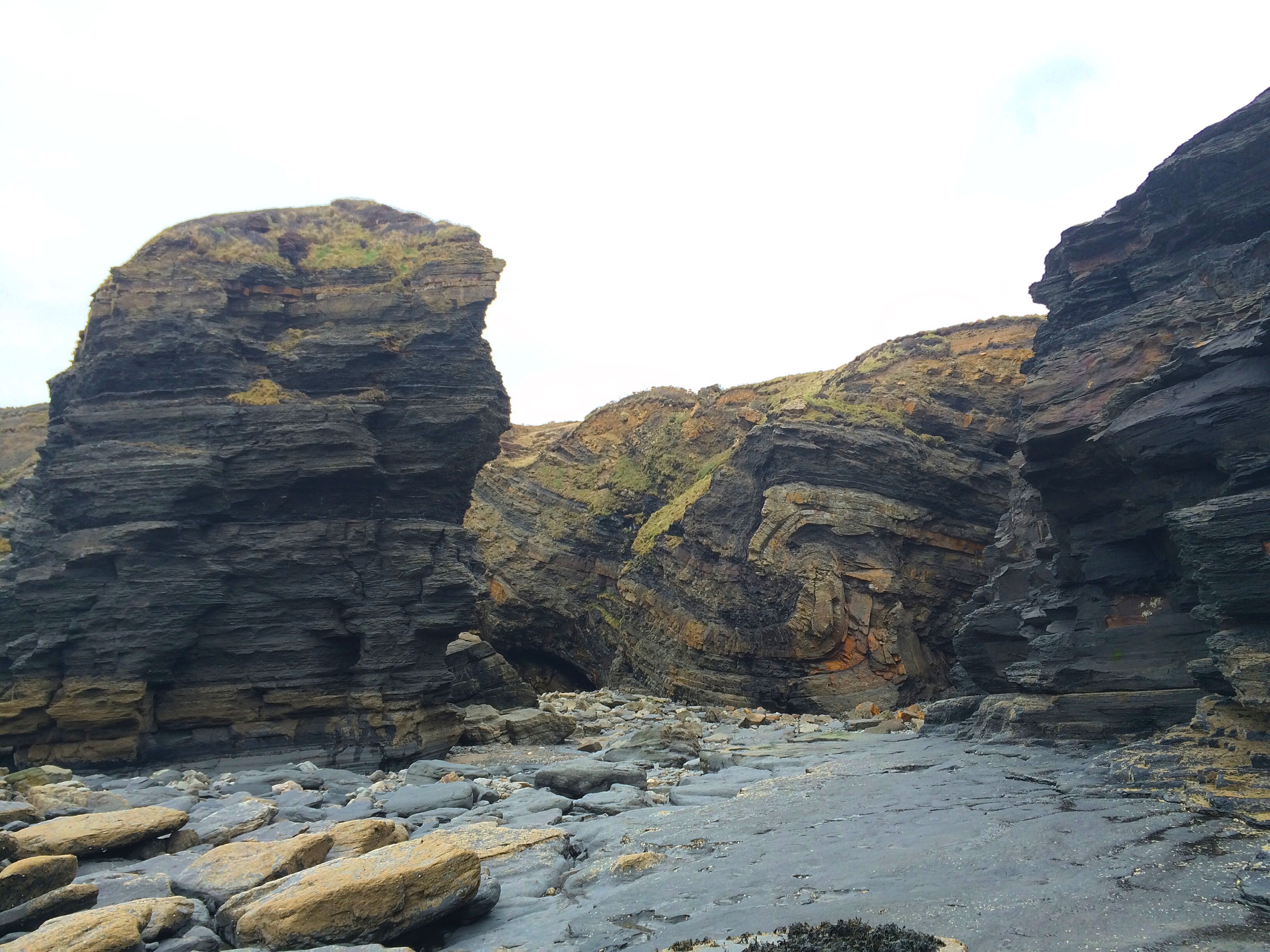
Đá uốn nếp ở bờ biển Broad Haven

Địa chất của khu vực này được đặc biệt quan tâm với nhiều đá lộ ra trong đất liền và dọc theo bờ biển. Nó có nhiều loại đá và nhiều đặc điểm cấu trúc như vòm tự nhiên, khối đá tàn dư, uốn nếp và hang động trên biển. Một khối đá đáng chú í là Elegug. Ở miền Bắc, những tảng đá Carn Llidi, Pen Beryli và Garn Fawr, cùng với bãi cỏ hoang rộng trên Mynydd Carningli và Mynydd Preseli tạo ra một cảm giác miền núi cho cảnh quan, có thung lũng rừng Gwaun và Nevern cắt qua. Ở phía Tây, phần lớn là vịnh St Bride,  có đảo Ramsey ở phía bắc, gần bán đảo St Davids, và có điểm cuối phía nam gàn Skomer. Bờ biển phía nam là một sự tương phản, với cao nguyên đá vôi và những vách đá của bán đảo Castlemartin, các thung lũng rừng dốc đứng từ Amroth; hồ Bosherston và các khu nghỉ dưỡng Tenby và Saundersfoot. Giữa các khu vực phía tây và phía nam của công viên quốc gia có lạch nước Milford Haven, nơi có cửa sông Daugleddau yên tĩnh chảy về một trong những cảng nước sâu yên bình nhất thế giới.

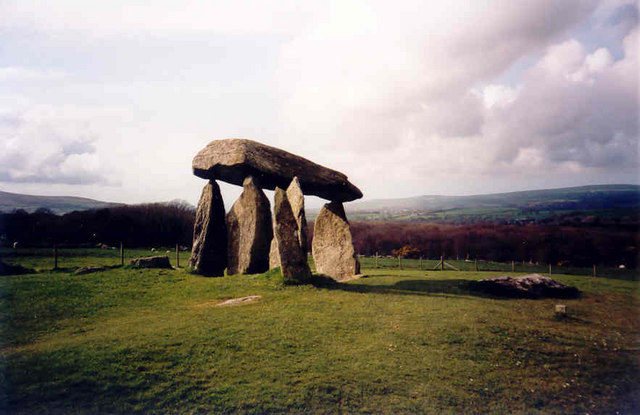
Pentre Ifan

Vườn quốc gia bao gồm nhiều địa điểm (như Pentre Ifan) và khu vực có ý nghĩa bảo tồn quốc gia hoặc quốc tế, bao gồm 7 khu vực bảo tồn đặc biệt, 1 khu vựcbảo tồn thiên nhiên biển, 6 khu vực bảo tồn thiên nhiên quốc gia và 75 khu vực củakhoa học quan tâm đặc biệt.
Năm 2011 tạp chí National Geographic bình chọn Pembrokeshire là điểm đến ven biển tốt thứ hai trên thế giới.
Trong tháng 1 năm 2016 Cơ quan phát động "Thay đổi Coasts" dự án để ghi lại cách bờ biển đã thay đổi như là kết quả của các cơn bão mùa đông gần đây; dự án mời gọi du khách đến nộp ảnh chụp (tại bất kỳ thời gian trong ngày) từ điểm cố định; một nghiên cứu thí điểm sẽ được thực hiện tại Abereiddy.

## Đường đi bộ bờ biển Pembrokeshire
Đường đi bộ bờ biển Pembrokeshire là đường đi bộ quốc gia. Nó được thành lập năm 1970, dài 299 km, hầu như ở trên vách núi.
Cuối phía nam của con đường là Amroth. Điểm cuối phía bắc là Poppit Sands, gần St. Dogmaels. Từ đây đường kết nối với đường bờ biển Ceredigion đi tiếp về phía nam.
Con đường Bờ biển Pembrokeshire là một phần của đường bờ biển Wales, một đường đi bộ đường dài dài 1.4000 km xung quanh toàn bộ bờ biển xứ Wales từ Chepstow đến Queensferry, được chính thức khai trương vào năm 2012.

## Các bãi biển

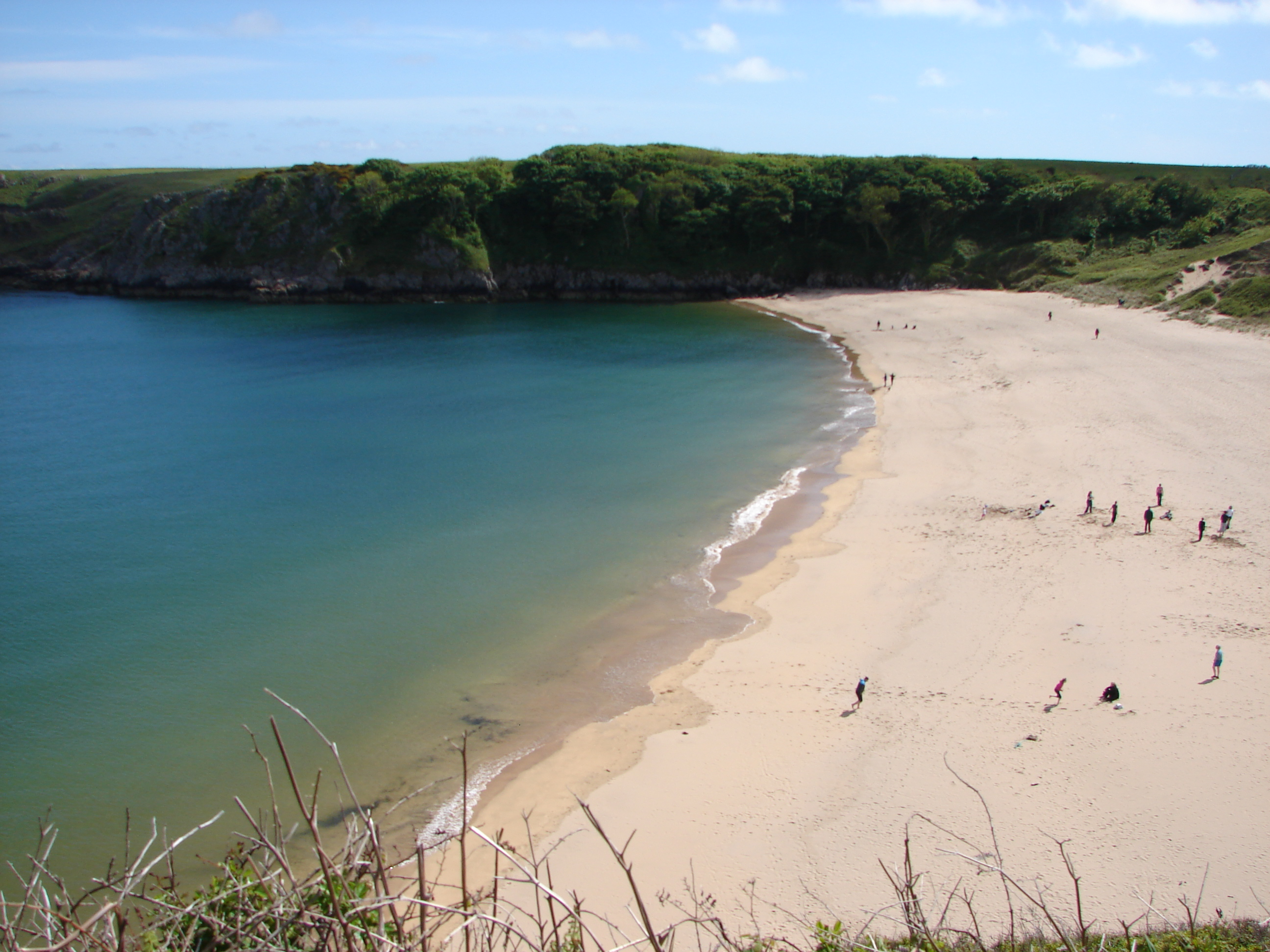
Barafundle

Qua các năm các bãi biển của Vườn quốc gia đều được trao nhiều giải thưởng quốc tế Cờ Xanh (10 giải năm 2014), 47 giải Bờ biển xanh (15 giải năm 2011) và 106 giải Bờ Biển (31 giải năm 2011). Trong năm 2011 có 39 bãi biển của nó được giới thiệu trong Cộng đồng bảo tồn biển.

Những bãi biển trong vườn quốc gia bao gồm:
- Abereiddy
- Amroth
- Barafundle Bay
- Broad Haven
- Broad Haven South
- Freshwater East
- Freshwater West
- Manorbier
- Marloes
- Newgale
- Newport
- Poppit Sands
- Sandy Haven
- Saundersfoot
- Tenby
- Whitesands Bay

## Phương tiện giao thông điện
Xe đạp điện được đưa vào cho nhân viên sử dụng năm 2005 bởi quản lý vườn quốc gia.

## Hình ảnh

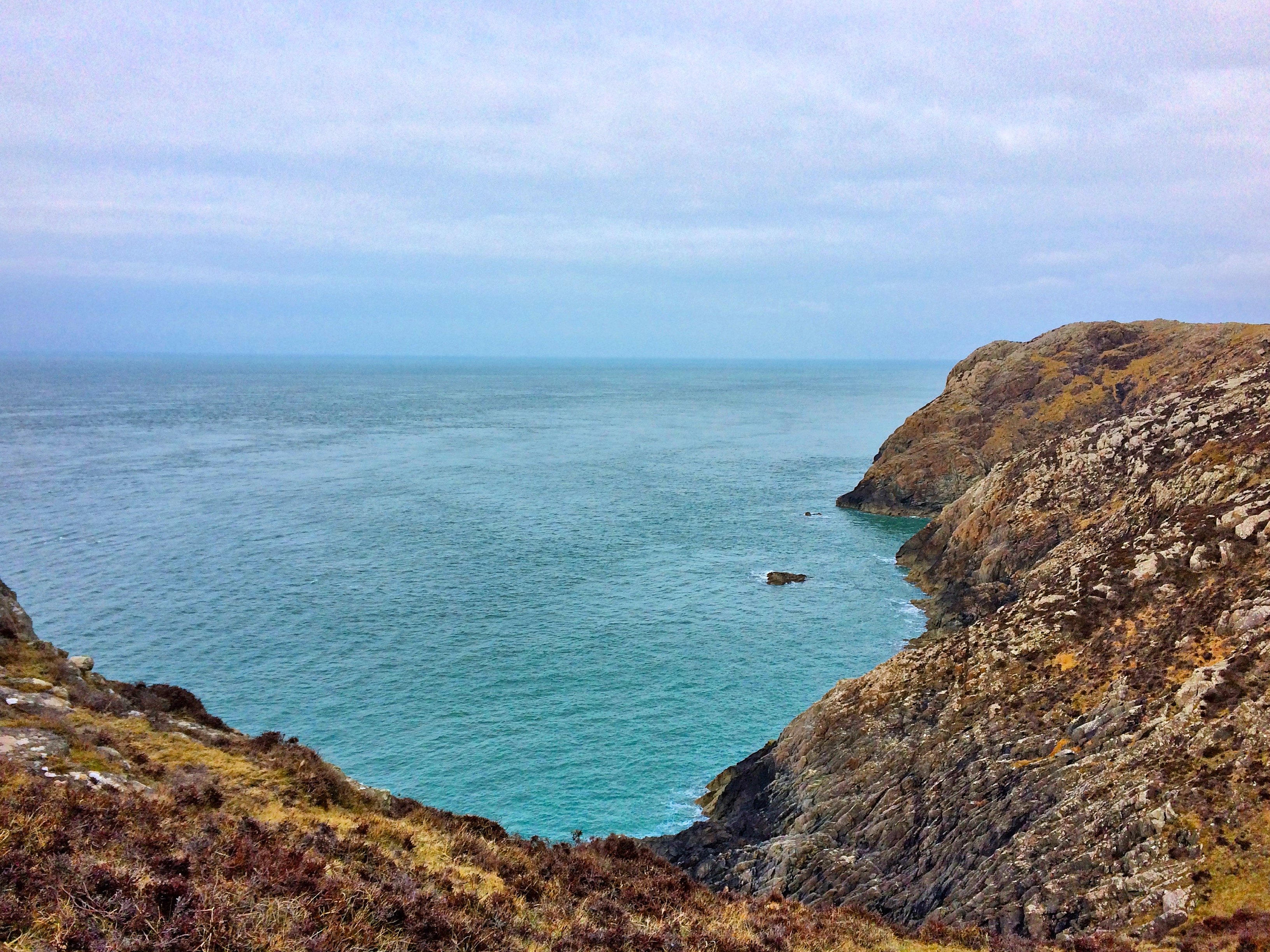
Bán đảo St.David, Pembrokeshire
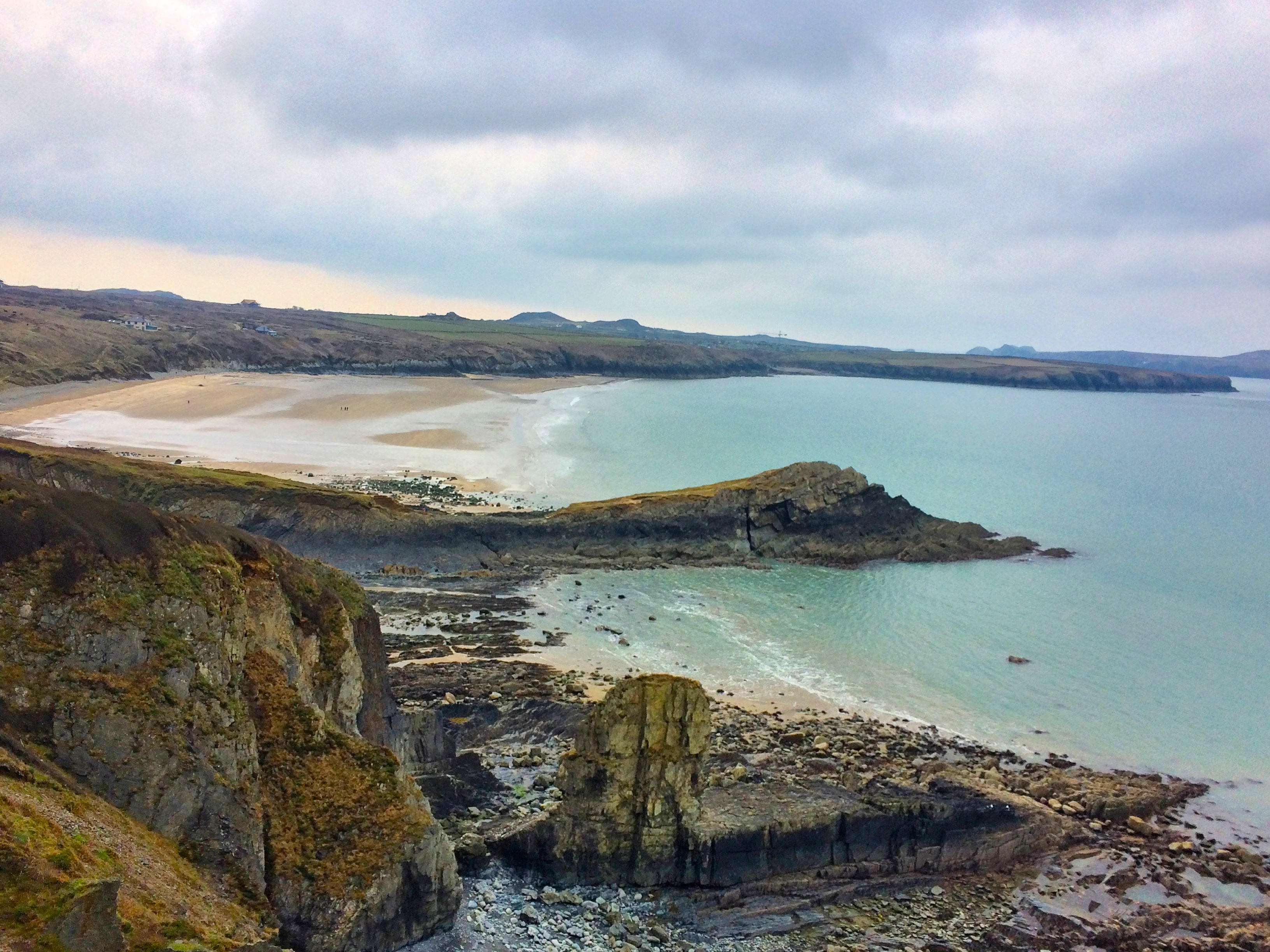
Bán đảo St.David, Pembrokeshire
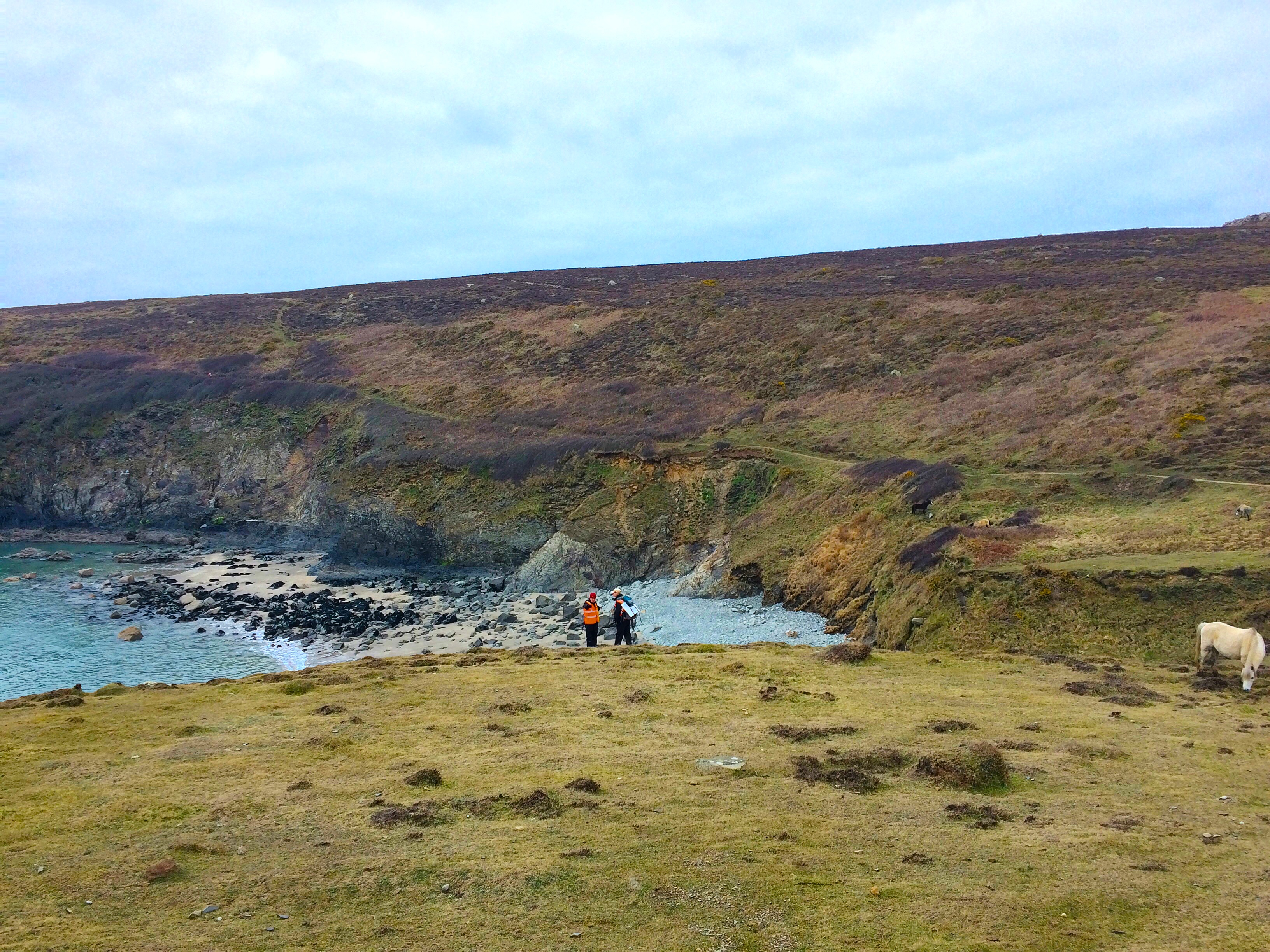
Bán đảo St.David, Pembrokeshire
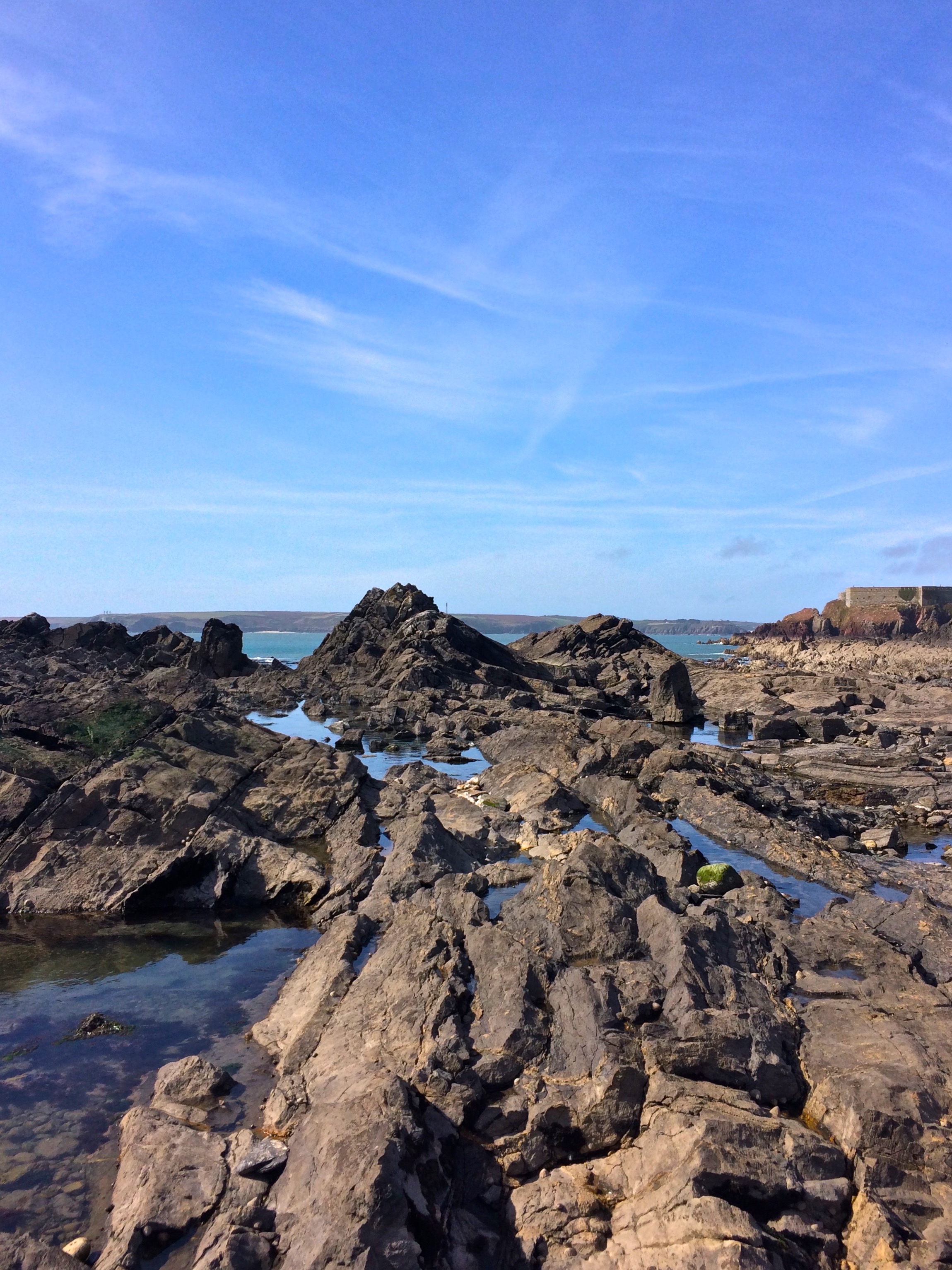
Vịnh West Angle, Pembrokeshire
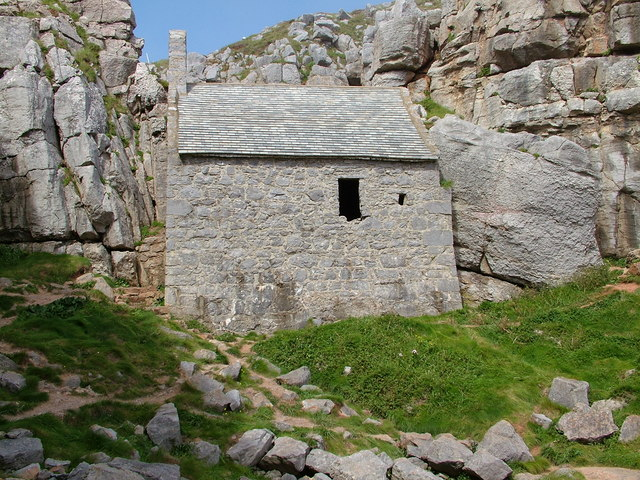
Nhà nguyện St. Govan
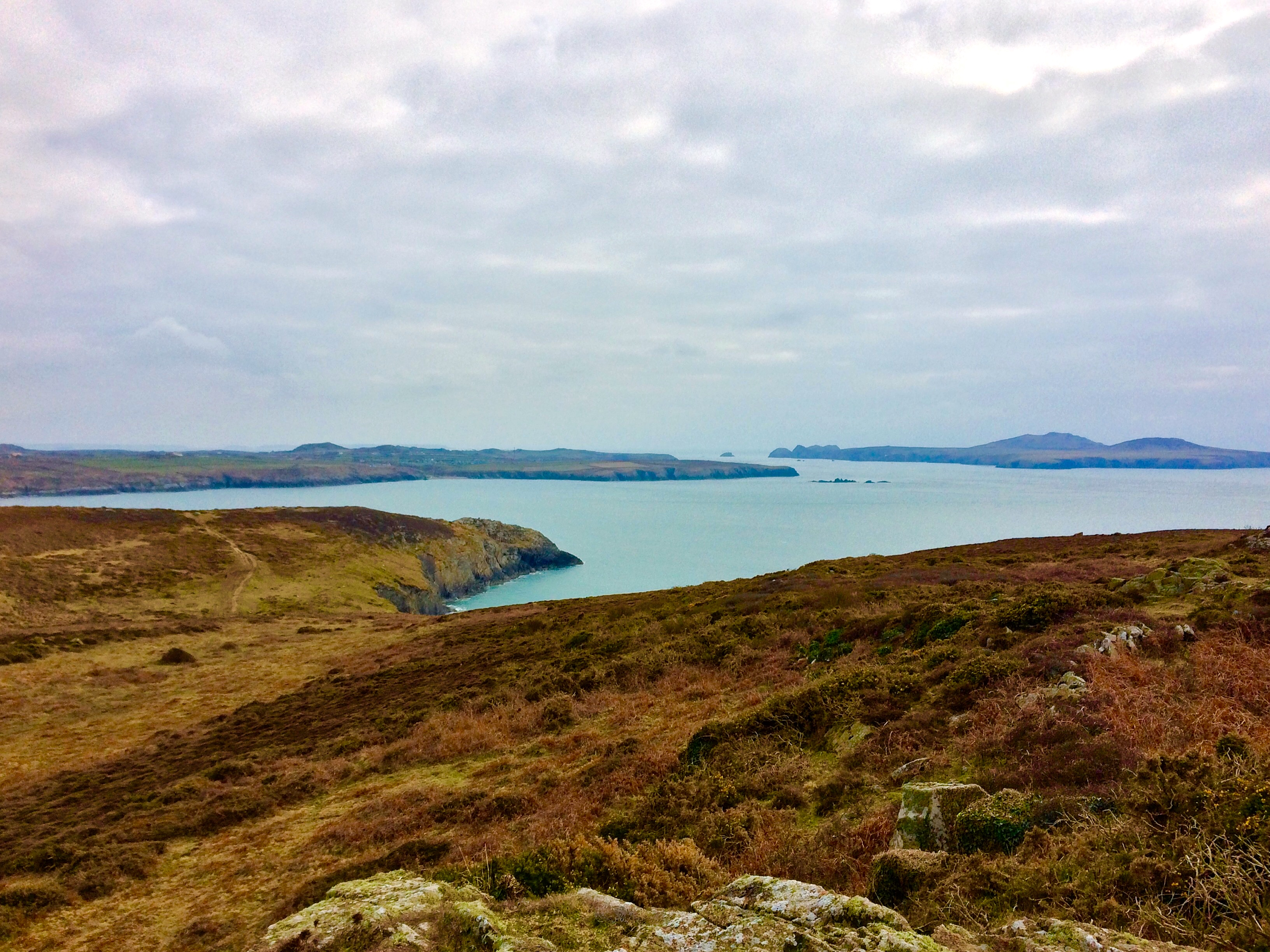
Bán đảo St.David, Pembrokeshire
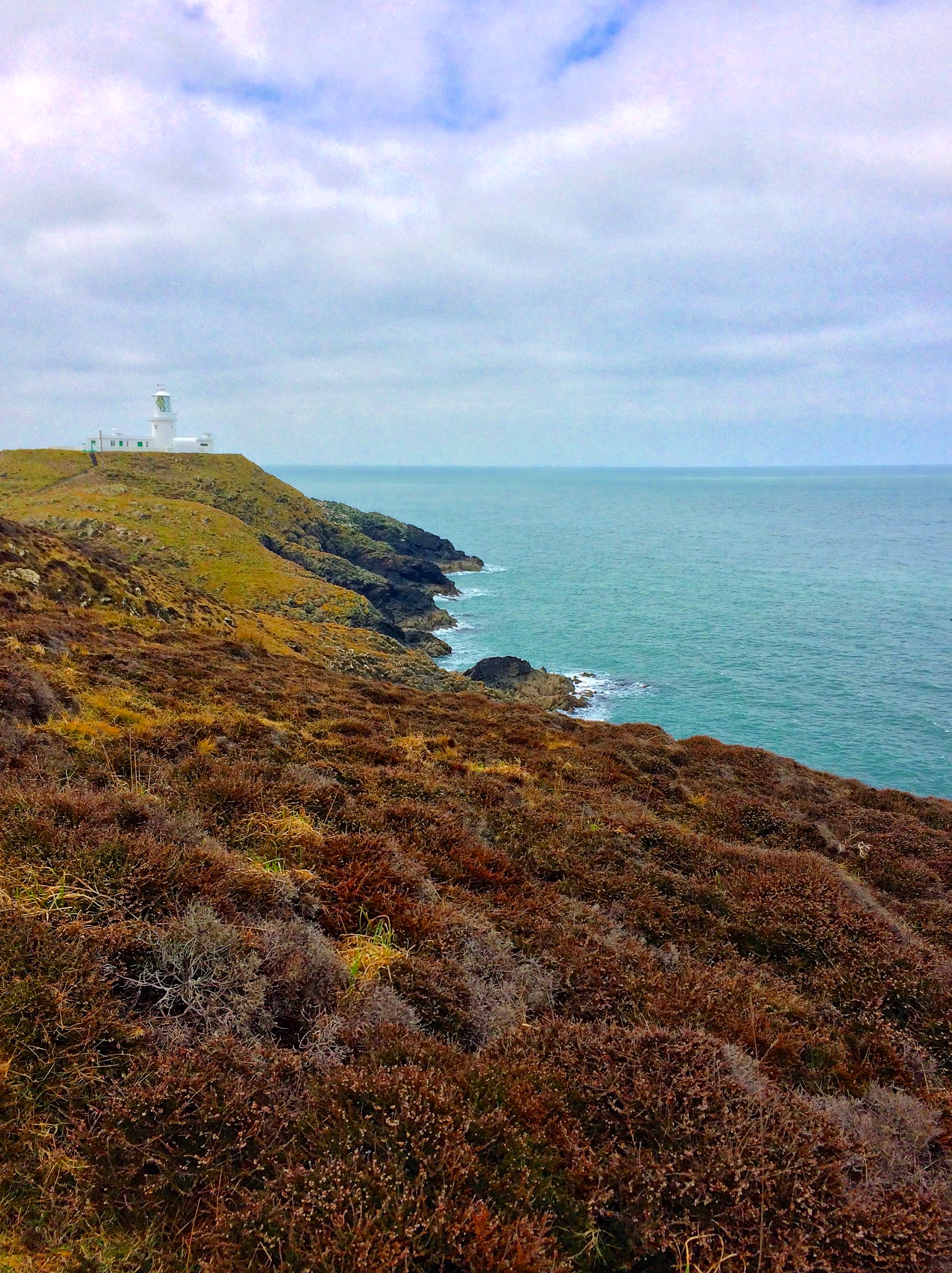
Hải đăng ở Strumble Head